# Stadio Euganeo
Stadio Euganeo – wielofunkcyjny stadion znajdujący się w Padwie we Włoszech służący do rozgrywania meczów piłki nożnej i rugby union.